# Consejo Internacional de Enfermeras
El Consejo Internacional de Enfermeria [CIE, en inglés: International Council of Nurses (ICN)] es una federación de 130 asociaciones nacionales de enfermeros (ANE), que representan a los más de 13 millones de enfermeros del mundo entero. Fundado en 1899, constituye la primera y más amplia organización internacional de profesionales de salud de todo el mundo. Dirigido por enfermeros y al frente de los enfermeros en el plano internacional, el CIE trabaja para conseguir:
- Cuidados de enfermería de óptima calidad para todos.
- Políticas de salud acertadas en todo el mundo.
- Avance de los conocimientos de enfermería.
- Presencia mundial de una profesión de enfermería respetada.
- Recursos humanos de enfermería competentes y satisfactorios[2]

Sus oficinas principales se encuentran en Ginebra, Suiza.

## Acciones fundamentales delCIE
- Ayudar a los enfermeros a organizarse a nivel de acciones.
- Influir en el fortalecimiento de las organizaciones nacionales de enfermería, lo cual se debe manifestar en el mejoramiento de los servicios de salud que las enfermeras prestan a la comunidad como miembros de un equipo responsable de los cuidados esenciales para el bienestar de la comunidad.
- Velar porque sus organizaciones miembros optimicen el nivel de su profesión y contribuyan a su desarrollo.
- Colaborar para que la condición académica, social y económica de los profesionales de la enfermería sea la ideal, bajo un lema que contiene un principio de equidad: Cuidar de los que cuidan.